# Абулија
Безвољност или абулија (грчки αβουλία - безвољност; а — одречни члан и буле — воља) је патолошки недостатак воље. Укључује делимичну или потпуну неспособност доношења одлуке или, ако је она замишљена, њено спровођење у дело. Одликују је апатија, недостатак мотивације, индиферентност за последице било које акције, неодлучност. Карактеристична је за тежа душевна обољења (меланхолија, схизофренија) али се јавља и код психотичних поремећаја.